# Puzur-Aixur III
Puzur-Aixur III o Puzur-Aššur III va ser un rei d'Assíria que va governar potser entre els anys 1520 aC i 1500 aC, segons la cronologia mitjana. La Llista dels reis d'Assíria està damnada en el nombre d'anys que va governar i no quedar clar si en van ser 14 o 24, encara que sembla que és més probable aquest darrera data.
Va ser fill i successor d'Aixurnirari I. Apareix esmentat a la Història sincrònica (un text babiloni del segle viii aC que fa referència a les relacions entre Babilònia i Assíria durant la dominació cassita) junt amb Burnaburiaix I de Babilònia, que en la cronologia mitjana coincidiria amb el final del seu regnat, quan hi hauria hagut alguns enfrontaments a la zona de Samarra, que van acabar amb un tractat de pau; aquest tractat que implicava un reconeixement de sobirania i una delimitació de les fronteres, determina que Assíria no va dependre de Babilònia sota els cassites.
Algunes inscripcions en edificis a Assur també l'esmenten; va reconstruir una part del temple d'Ixtar en aquella ciutat, i la part sud de la muralla.
El seu successor va ser el seu fil Enlilnasir I, segons diu la Llista dels reis d'Assíria.